# Семкув, Ежи
Ежи Семкув (пол. Jerzy Semkow; 12 октября 1928, Радомско — 23 декабря 2014 возле Лозанны) — польский дирижёр.
Учился в Краковской консерватории у Артура Малявского (1946—1951), затем в Ленинграде у Евгения Мравинского. В 1956—1958 гг. работал дирижёром в Большом театре, в 1958—1959 гг. был музыкальным руководителем Варшавской оперы, в 1965—1970 гг. — Копенгагенской оперы. В 1975—1979 гг. главный дирижёр Сент-Луисского симфонического оркестра, в 1979—1982 гг. — Оркестра итальянского радио и телевидения, в 1985—1988 гг. — Рочестерского филармонического оркестра.
Скончался 23 декабря 2014 года в возрасте 86 лет.